# Bryantheae
Bryantheae es una tribu de plantas perteneciente a la familia Ericaceae. El género tipo es: Bryanthus J. G. Gmel. Incluye los siguientes géneros:

## Géneros
- Bryanthus J. G. Gmel.
- Ledothamnus Meisn.